# Khareb
Khareb (tiếng Ả Rập: الخرائب; cũng đánh vần Kharayeb) là một ngôi làng Syria nằm ở phó huyện Tell Salhab ở huyện Al-Suqaylabiyah, Hama. Theo Cục Thống kê Trung ương Syria (CBS), Khareb có dân số là 241 người trong cuộc điều tra dân số năm 2004.